# Ferenc Oliver Brachfeld
Ferenc Oliver Brachfeld (Budapest, 1908 - Quito, 1967), conegut a Catalunya com a Oliver Brachfeld, fou un literat, psicòleg, traductor, assessor editorial i editor hongarès establert durant molts anys a Catalunya. Fou germà de Péter Brachfeld Latzko.

## Biografia
Atret per l'estudi de la reina Violant d'Hongria, esposa de Jaume I, Brachfeld fa una estada el 1929 a Barcelona, i l'any següent la Biblioteca de l'Institut Francès de la Universitat de Budapest li publica la tesi doctoral, Magyar vonatkozások a régi katalán irodalomban és a katalán népballadában (Referències a Hongria dins la literatura catalana antiga i les balades populars catalanes). Anteriorment s'havia interessat per la cultura catalana, ja que havia publicat a la revista Nyugat (Occident) ressenyes sobre obres de Josep Maria de Sagarra, Eugeni d'Ors i Josep Maria López-Picó.
Establert a Catalunya des de 1931 fins a 1959 (amb dos parèntesis: 1939-1942 i 1950-1957), tot seguit hi desplega una prodigiosa activitat. Així, pronuncia una rastellera de conferències a una colla de poblacions, participa en tertúlies, imparteix i organitza cursos a ateneus, instituts i facultats universitàries, escriu regularment a diferents diaris i revistes (com ara a Mirador), tradueix (al català i a l'espanyol) de l'alemany, de l'hongarès i del francès a les planes de La Publicitat i col·labora amb editors com Lluís Miracle i Josep Jané i Olivé i amb les edicions Proa.
En la postguerra, alterna la tasca de traductor amb la d'editor, de primer encara amb Janés, després associat amb José Manuel Lara Hernández (Ediciones Lara) i finalment pel seu compte (Oliver Brachfeld Editor i Editorial Victoria). Entre els autors traduïts per Brachfeld, cal fer esment especial de Lajos Zilahy (editats per Proa) i de Thomas Mann (amb diversos títols); així mateix, va versionar també escriptors tan diversos com ara François Mauriac, André Maurois, Sándor Márai, Jakob Wassermann, Stefan Zweig, András László, Fiódor Dostoievski o John Galsworthy.
En tant que psicòleg, Brachfeld, que completa la formació a la Sorbona de París i a la Universitat de Viena, difon les tesis de Carl Gustav Jung (i en tradueix algunes obres) i, en especial, les d'Alfred Adler, del qual esdevé traductor a l'espanyol i deixeble predilecte, alhora que trava una relació estreta amb el psiquiatre Ramon Sarró.
L'any 1950 es va traslladar a Veneçuela contractar com a Professor a la Universitat dels Andes de la ciutat de Mérida. En aquesta universitat va ser fundador del Instituto de Psicosíntesis y Relaciones Humanas (1952-1954. L'any 1955 va ésser elegit president de la Societat Internacional de Psicologia, càrrec que exercí durant dos anys. l'any 1957 per motius familiars hagué de renunciar a la seva càtedra de la Universitat de Mérida, i tornà a Barcelona. L'any 1959 va deixar Barcelona per anar a Alemanya.
L'any 1960 va obtenir una càtedra a la Universitat de Münster, i el Ministeri de Cultura i Educació de la República Federal d'Alemanya li oferi d'incorporar-se en el Programa d'intercanvi cultural i acadèmic de cientifics alemanys amb l'exterior, concretament amb Llatinoamèrica. En el marc d'aquest programa, fou tramès primeramente a Bogotà on dugué a terme una activitat important en el camp universitari i després fou enviat a Quito per a l'any acadèmic 1966-1967. Allà, a Quito li sobrevingué sobtadament la mort el 2 de setembre de l'any 1967. Les seves restes foren dutes a Barcelona i enterrades al Cementiri de Montjuïc.
És autor, entre altres obres, de Los sentimientos de inferioridad (1936) i d'Historia de Hungría (1957). En conjunt, ofereix la imatge d'un divulgador i mediador cultural d'àmplia curiositat intel·lectual, un cas singular d'hongarès catalanitzat.

## Obres
- Ortega y Gasset über Alfred Adler und die Individualpsychologie, Internationale Zeitschrift für Individualpsychologie, (1931)
- Polémica contra Marañón (1933)
- Los sentimientos de inferioridad (Luis Miracle, Barcelona, 1935)
- Violante de Hungría (1942)
- Historia de Hungría (1957)

Traduccions
- Primavera mortal (Halászi tavasz) de Lajos Zilahy (1935)
- Los Complejos de Inferioridad de la Mujer (1949)

## Fons personal
El fons aplega, bàsicament, una part de la documentació creativa i professional d'Oliver F. Brachfeld durant els anys de residència a Catalunya posteriors a la Guerra Civil espanyola. Inclou traduccions al castellà de creacions de Jacob Schaffner i André Mourois, així com correspondència sobre l'edició de l'obra del segon a Catalunya, França i els Estats Units.
Pel que fa a la producció pròpia de Brachfeld, aplega articles sobre la història de la música hongaresa (juntament amb algunes traduccions de l'hongarès), escrits de psicologia i l'esborrany del seu estudi històric sobre la reina d'Hongria Beatriu de Nàpols, publicat el 1947. El fons aplega també una interessant correspondència amb els autors Eugeni d'Ors i André Mourois, una carta amb l'editor Josep Janés i una altra amb el psicòleg austríac Oskar Spiel. Finalment, conserva també algunes crítiques en premsa de l'obra d'Ors. En el seu conjunt, aquest fons fragmentari permet una aproximació a l'activitat intel·lectual del productor a la Barcelona dels primers anys del franquisme.